# Luxație

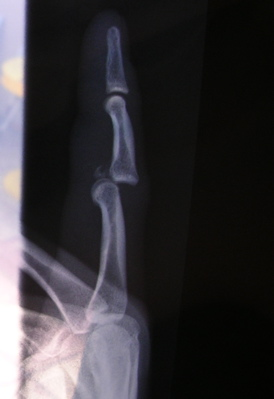
Luxaţie la degetul mic de la mână, văzută prin raze röntgen

Dislocarea articulației, numită și luxație (în latină luxatio), reprezintă o deplasare a două extremități osoase ale unei articulații antrenând o pierdere a contactului normal a două suprafețe articulare. Este  provocată de un impact brusc asupra articulației sau de o mișcare forțată, mult mai rar de o malformație. În urma acesteia, ligamentele pot suferi adesea rupturi.

## Apariții
Deși este posibil pentru oricare articulație să devină subluxată sau dislocată, cele mai comune locuri în corpul omenesc sunt:
- șoldul
- degetele
- genunchii
- încheietura mâinii (de cele mai multe ori este însoțită de o fractură)
- cotul (de cele mai multe ori este însoțită de o fractură)

## Tratament
O articulație dislocată poate fi readusă la poziția normală de un doctor specialist. Dacă se încearcă readucerea unei articulații fără niște cunoștințe speciale, leziunea poate fi agravată. Pentru a detecta dacă a avut loc vreo fractură în timpul dislocării, sunt folosite razele X. După ce diagnosticul este confirmat, articulația este adusă la poziția normală. Acest proces poate fi foarte dureros, astfel de multe ori pacientul este sedat sau anesteziat general. Este important ca articulația să fie readusă cât mai repede posibil la poziția inițială, fiindcă în timpul dislocării alimentarea cu sânge poate fi compromisă. Această situație interesează în special dislocările de gleznă, pentru că prin zona respectivă se alimentează cu sânge piciorul. Dislocăriile de șold pot fi de asemenea stabilizate chirurgical, depinzând de gravitate.
Unele articulați au un risc mare de luxare, în special după o accidentare inițială. Aceasta se întâmplă din cauza slăbirii mușchilor și ligamentelor care susțin articulația în poziție normală. Șoldul este un prim exemplu; oricare dislocare de șold ar trebui să fie urmată neapărat de fizioterapie. În cazul unor boli, precum sindromul Ehlers-Danlos sau diferite alte boli congenitale, luxațiile sunt frecvente și spontane.

## Îngrijirea
După o dislocare, articulațiile rănite sunt ținute de niște aparate medicale de imoblizat (folosite în special la degetele de la mâini și picioare) sau de bandaje (în special la șolduri). Suplimentar, articulațiile mușchilor, tendoanele și ligamentele trebuie întărite. Acest proces este efectuat la fizioterapie și va ajuta la reducerea apariției unei noi dislocări la aceeași articulație.